# Chone (Ecuador)
San Cayetano de Chone, auch bekannt als Chone, ist eine Stadt und ein Municipio in der Provinz Manabí von Ecuador. Sie ist der Sitz des Kantons Chone. Sie liegt im Norden des Landes. Die Stadt wurde 1735 gegründet und ist heute ein Transport- und Handelszentrum. Im Kanton werden Kakao, Kaffee, Bananen, Maniok und Mais angebaut. Die Stadt gilt als ein kulturelles Zentrum der Montubio, einem Mischvolk, welches in der ecuadorianischen Küstenregion lebt.

## Demografie
Im administrativen Stadtgebiet von Chone leben 47.706 Einwohner. Die Bevölkerung bestand 2010 zu 72,4 % aus Mestizen, zu 6,4 % aus Weißen, zu 0,1 % aus Indigenen, zu 6,4 % aus Afroecuadorianern, zu 12,4 % aus Montubio und zu 0,3 % aus sonstigen Ethnien. Die Alphabetisierungsrate lag bei 93,8 % der Bevölkerung.
| Zensusjahr | Einwohnerzahl |
| ---------- | ------------- |
| 1982       | 33.839        |
| 1990       | 41.437        |
| 2001       | 45.526        |
| 2010       | 52.810        |

## Municipio
Das 829,2 km² große Municipio Chone umfasst die Parroquias urbanas Chone und Santa Rita. Beim Zensus 2010 lebten in der Municipio 74.906 Einwohner.
Das Municipio reicht im Osten bis zum Río de Oro und wird im Südosten vom Río Pescadillo begrenzt. Es grenzt im Osten an die Provinz Guayas, im Südosten an den Kanton Pichincha, im Südwesten an die Parroquia Canuto, im Westen an die Parroquias San Antonio und Boyacá sowie im Norden an die Parroquias Ricaurte, Flavio Alfaro und dem Municipio El Carmen.